# Expresie nedefinită
În matematică, termenul nedefinit este adesea folosit pentru a se referi la o expresie căreia nu i se atribuie o interpretare sau o valoare (cum ar fi o nedeterminare, care are tendința de a presupune valori diferite). Termenul poate avea semnificații diferite, în funcție de context. De exemplu:
- În diverse ramuri ale matematicii, anumite concepte sunt introduse ca noțiuni primitive, cum sunt, de exemplu, termenii „punct”, „dreaptă” și „unghi” în geometrie. Deoarece acești termeni nu sunt definiți în funcție de alte concepte, ei pot fi numiți „termeni nedefiniți”.
- Se spune că o funcție este „nedefinită” în punctele din afara domeniului său de definiție. De exemplu, funcția reală de variabilă reală {\displaystyle f(x)={\sqrt {x}}} este nedefinită pentru {\displaystyle x} negativ (adică, nu atribuie nicio valoare argumentelor negative).
- În algebră, unele operații aritmetice pot să nu atribuie o semnificație anumitor valori ale operanzilor săi (de exemplu împărțirea cu zero). Se spune că expresiile care implică astfel de operanzi sunt „nedefinite” în acest caz.[3]

## Termeni nedefiniți
În antichitate geometrii încercau să definească fiecare termen. De exemplu, Euclid a definit punctul drept „ceea ce nu are parte”. În vremurile moderne, matematicienii recunosc că încercarea de a defini fiecare cuvânt duce inevitabil la definiții circulare și regres la infinit, prin urmare lasă unii termeni (cum ar fi „punct”) nedefiniți ca puncte de plecare pentru evitarea regresului la infinit.
Această abordare mai abstractă permite generalizări fructuoase. În topologie, un spațiu topologic poate fi definit ca o mulțime de puncte care au anumite proprietăți, dar în cadrul general, natura acestor „puncte” este nedefinită. La fel, în teoria categoriilor, o categorie constă din „obiecte” și „săgeți”, care sunt din nou termeni primitivi, nedefiniți. Acest lucru permite ca astfel de teorii matematice abstracte să fie aplicate în situații concrete foarte diverse.

## În aritmetică
Expresia 0/0 este nedefinită în aritmetică, cum este explicat la împărțirea cu zero (aceeași expresie este folosită în calculul diferențial pentru formele nedeterminate).
Matematicienii au opinii diferite dacă 00 ar trebui să fie egal cu 1 sau să fie lăsat nedefinit.

## Valori pentru care funcțiile sunt nedefinite
Mulțimea numerelor pentru care este definită o funcție este domeniul de definiție al funcției. Dacă un număr nu se află în domeniul de definiție al unei funcții, se spune că funcția este „nedefinită” pentru acel număr. Două exemple comune sunt {\textstyle f(x)={\frac {1}{x}}}, care este nedefinit pentru {\displaystyle x=0} și {\displaystyle f(x)={\sqrt {x}}}, care este nedefinit (peste corpul numerelor reale) pentru {\displaystyle x} negativ.

## În trigonometrie
În trigonometrie funcțiile {\displaystyle \tan \theta } și {\displaystyle \sec \theta } sunt nedefinite pentru toate unghiurile {\textstyle \theta =180^{\circ }\left(n-{\frac {1}{2}}\right)}, în timp ce funcțiile {\displaystyle \cot \theta } și {\displaystyle \csc \theta } sunt nedefinite pentru toate unghiurile {\displaystyle \theta =180^{\circ }(n)}.

## În informatică

### Notații cu ↓ și ↑
În teoria calculabilității, dacă {\displaystyle f} este o funcție parțială⁠(d) pe {\displaystyle S} iar {\displaystyle a} este un element al lui {\displaystyle S}, atunci acesta se notează prin {\displaystyle f(a)\downarrow } și se citește „f(a) este definită”.
Dacă {\displaystyle a} nu este în domeniul de definiție al {\displaystyle f}, atunci acesta se notează prin {\displaystyle f(a)\uparrow } și se citește „f(a) este nedefinită”.

## Simbolurile infinitului
În analiza matematică, teoria măsurii și alte ramuri ale matematicii simbolul {\displaystyle \infty } este folosit frecvent pentru a desemna un pseudonumăr infinit, împreună cu negativul său, {\displaystyle -\infty }. Simbolul nu are un sens bine definit în sine, însă o expresie ca {\displaystyle \left\{a_{n}\right\}\rightarrow \infty } este o prescurtare pentru limita unui șir, limită care este mai mare decât orice număr real.
Efectuarea operațiilor aritmetice standard cu simbolurile {\displaystyle \pm \infty } este nedefinită. Totuși, există unele convenții pentru adunare și înmulțire:
- {\displaystyle x+\infty =\infty }   pentru toți {\displaystyle x\in \mathbb {R} \cup \{\infty \}}.
- {\displaystyle -\infty +x=-\infty }   pentru toți {\displaystyle x\in \mathbb {R} \cup \{-\infty \}}.
- {\displaystyle x\cdot \infty =\infty }   pentru toți {\displaystyle x\in \mathbb {R} ^{+}}.

Nu există convenții pentru adunării și înmulțirii cu {\displaystyle \infty } în următoarele cazuri:
- {\displaystyle \infty -\infty }
- {\displaystyle 0\cdot \infty }   (totuși, în teoria măsurii acesta este considerat de obicei {\displaystyle 0})
- {\displaystyle {\frac {\infty }{\infty }}}

## Singularități în analiza complexă
În analiza complexă un punct {\displaystyle z\in \mathbb {C} } în care o funcție olomorfă este nedefinită se numește singularitate. Se poate distinge între singularități eliminabile (adică funcția poate fi extinsă olomorf la {\displaystyle z}), poli (adică funcția poate fi extinsă meromorf în {\displaystyle z}), și singularități esențiale (adică nu poate exista nicio extensie meromorfă în {\displaystyle z}).